# 왕자와 거지 (2000년 영화)
왕자와 거지(The Prince And The Pauper)는 영국에서 제작된 자일스 포스터 감독의 2000년 가족, 드라마 영화이다. 에이단 퀸 등이 주연으로 출연하였고 하워드 엘리스 등이 제작에 참여하였다.

## 출연

### 주연
- 에이단 퀸
- 앨런 베이츠

### 조연
- 조나단 하이드
- 팀 포터
- 이안 러드포드
- 앨리슨 뉴먼
- 샘 존스
- 루스 플랫
- 제임스 색슨
- 페디타 윅스
- 루크 스미스
- 라오스 발라즈소비츠
- 제임스 그린
- 폴 브룩
- 조안나 베이컨
- 마이클 멜만
- 샌더 테리
- 졸턴 게라
- 피로스카 몰너
- 라즐로 크리스토퍼
- 라즐로 아론
- 라즐로 보르벨리
- 앤탈 레이슨
- 벤 오브라이언
- 존 라도

## 제작진
- 원작자: 마크 트웨인
- 미술: 라즐로 라직
- 세트: 이스트반 토스